# Ferrotype

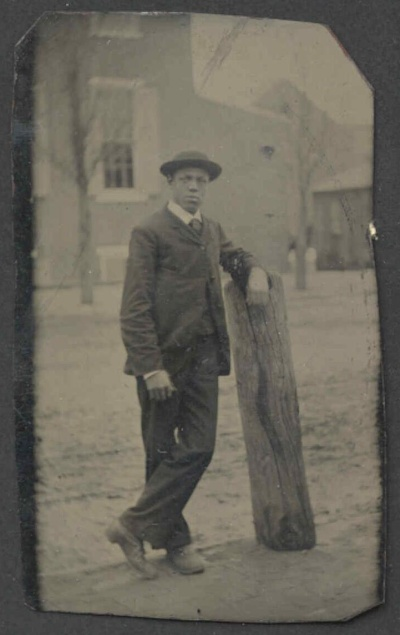
Un ferrotype, vers 1870.

Le ferrotype, aussi appelé mélainotype, est une technique photographique mise au point en 1852 par Adolphe-Alexandre Martin et qui supplanta peu à peu l'ambrotype grâce au faible coût des matériaux utilisés et à la rapidité du procédé.

## Technique
Une fine plaque de tôle recouverte d'un vernis noir et d'une émulsion au collodion produisait après exposition et développement une image positive directe.